# Instituto Potsdam para la Investigación sobre el Impacto del Cambio Climático
El Instituto Potsdam para la Investigación sobre el Impacto del Cambio Climático (conocido por sus siglas en alemán, PIK, Potsdam-Institut für Klimafolgenforschung e.V.) es un organismo alemán de investigación, de financiación estatal, que estudia cuestiones científicas cruciales en los campos de cambio global, efectos del calentamiento global y desarrollo sostenible. Considerado de los mejores laboratorios de ideas medioambientales del mundo, es una de las instituciones de investigación líderes y parte de una red mundial de instituciones científicas y académicas que trabajan sobre cuestiones relativas al cambio medioambiental mundial. El informe 2017 Global Go To Think Tank Index Report de la Universidad de Pensilvania valoró al PIK como influyente en el campo de investigación climática y medioambiental, otorgándole el puesto 120. Es miembro de la Asociación Leibniz, cuyas instituciones realizan investigaciones sobre temas de gran relevancia para la sociedad.
Los principales campos de investigación del PIK son el análisis de sistemas y escenarios, modelización cuantitativa y cualitativa, simulación por ordenador e integración de datos.

## Historia
El PIK fue fundado en 1992 por el profesor de Física teórica Hans Joachim Schellnhuber, que en septiembre de 2018 fue reemplazado por dos codirectores —el profesor Ottmar Edenhofer, antiguo subdirector, y el profesor Johan Rockström del Centro de Resiliencia de Estocolmo. A finales de 2018 trabajaban en el PIK 315 personas: 208 científicos y 107 auxiliares. Se encuentra en la histórica Telegrafenberg de Potsdam, cerca de la estación de ferrocarril. Investigadores de ciencias naturales y sociales analizan el sistema de la Tierra y desarrollan estrategias y soluciones para un desarrollo sostenible. El PIK colaboró con el Programa Internacional para la Geosfera y la Biosfera (IGBP por sus siglas en inglés) hasta 2015, y también con la Evaluación de los Ecosistemas del Milenio.

## Socios
El PIK proporciona información a organizaciones internacionales, como el Banco Mundial, y a organismos continentales, como el Gobierno federal de Alemania o la Comisión Europea. Los científicos del instituto también contribuyen a los informes del Grupo Intergubernamental de Expertos sobre el Cambio Climático (IPCC por sus siglas en inglés). El grupo de trabajo del IPCC sobre mitigación del cambio climático está coordinado por el subdirector y economista jefe del PIK, Ottmar Edenhofer.
En 2007 el instituto inició un simposio bienal de premios Nobel sobre sostenibilidad mundial. Su cuarta edición se celebró el 22 de abril de 2015 en Hong Kong. Fue la primera vez que tuvo lugar fuera de Europa y se centró en la rápida urbanización Asia Oriental y el Pacífico.
En 2010, el PIK colaboró con el Instituto europeo de Innovación y Tecnología para fundar la Comunidad de Conocimiento e Innovación (que denominaron Clima-KIC). A través de esta asociación, el PIK trabaja con otras instituciones académicas y empresas para conseguir un crecimiento sostenible a través de la Adaptación al calentamiento global y la [ [Mitigación del cambio climático|mitigación]].

## Para saber más
- Los investigadores refinan su valoración de los elementos que pueden desequilibrar el clima 23 de junio de 2011
- ¡A algunos les gusta caliente! Bill McKibben 9 de mayo de 2013 New York Review of Books Bajar el calor: por qué debe evitarse un mundo 4 °C más caliente. Informe del PIK para el Banco Mundial. noviembre de 2012, 58 pp.